# Feugarolles
Feugarolles (okzitanisch: Huugaròlas) ist eine Gemeinde mit 1.015 Einwohnern (Stand: 1. Januar 2022) in Frankreich im Département Lot-et-Garonne in der Region Nouvelle-Aquitaine. Die Gemeinde gehört zum Arrondissement Nérac und zum Kanton Lavardac. Die Einwohner werden Feugarollais genannt.

## Geografie
Feugarolles liegt etwa 23 Kilometer westnordwestlich von Agen. Die Garonne begrenzt die Gemeinde im Norden, in die hier der Auvignon einmündet. Umgeben wird Feugarolles von den Nachbargemeinden Port-Sainte-Marie im Norden und Nordosten, Bruch im Osten, Espiens im Süden und Südosten, Lavardac im Südwesten, Vianne im Westen sowie Thouars-sur-Garonne im Nordwesten.
Durch die Gemeinde führt die Autoroute A62.

## Bevölkerungsentwicklung
| Jahr                       | 1962 | 1968 | 1975 | 1982 | 1990 | 1999 | 2006 | 2017 |
| Einwohner                  | 1003 | 1027 | 932  | 891  | 834  | 864  | 956  | 993  |
| Quellen: Cassini und INSEE |      |      |      |      |      |      |      |      |

## Sehenswürdigkeiten
- Kirche Saint-Cyr
- Priorat von Paravis, seit 1928/1994/1998 Monument historique
- Priorat von Saint-Jean-de-l'Habit, seit 1994 Monument historique
- Schloss Trenqueléon, 1771 erbaut, seit 1951 Monument historique
- Kanalbrücke, Monument historique
- Rathaus von 1818

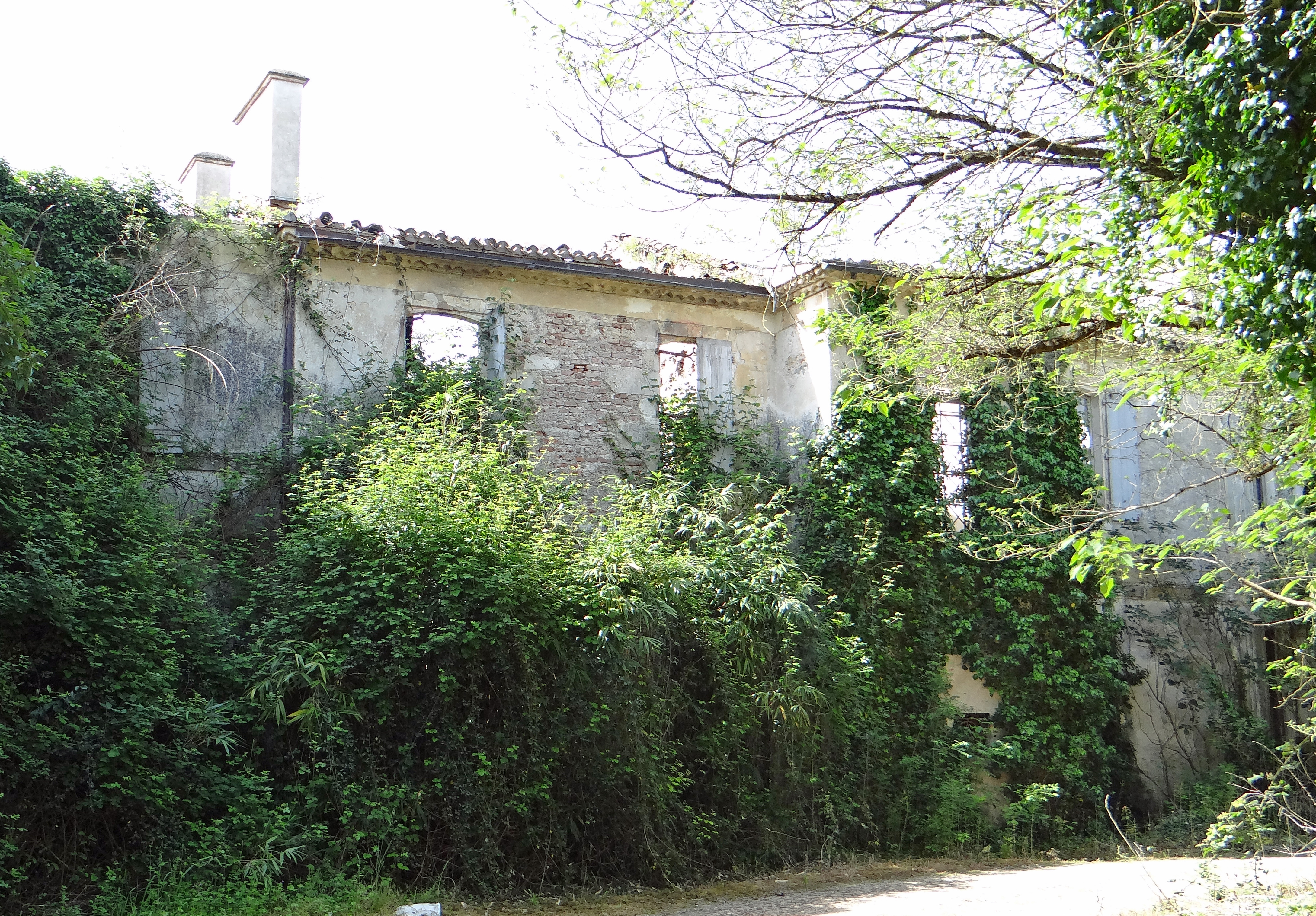
Priorat von Paravis
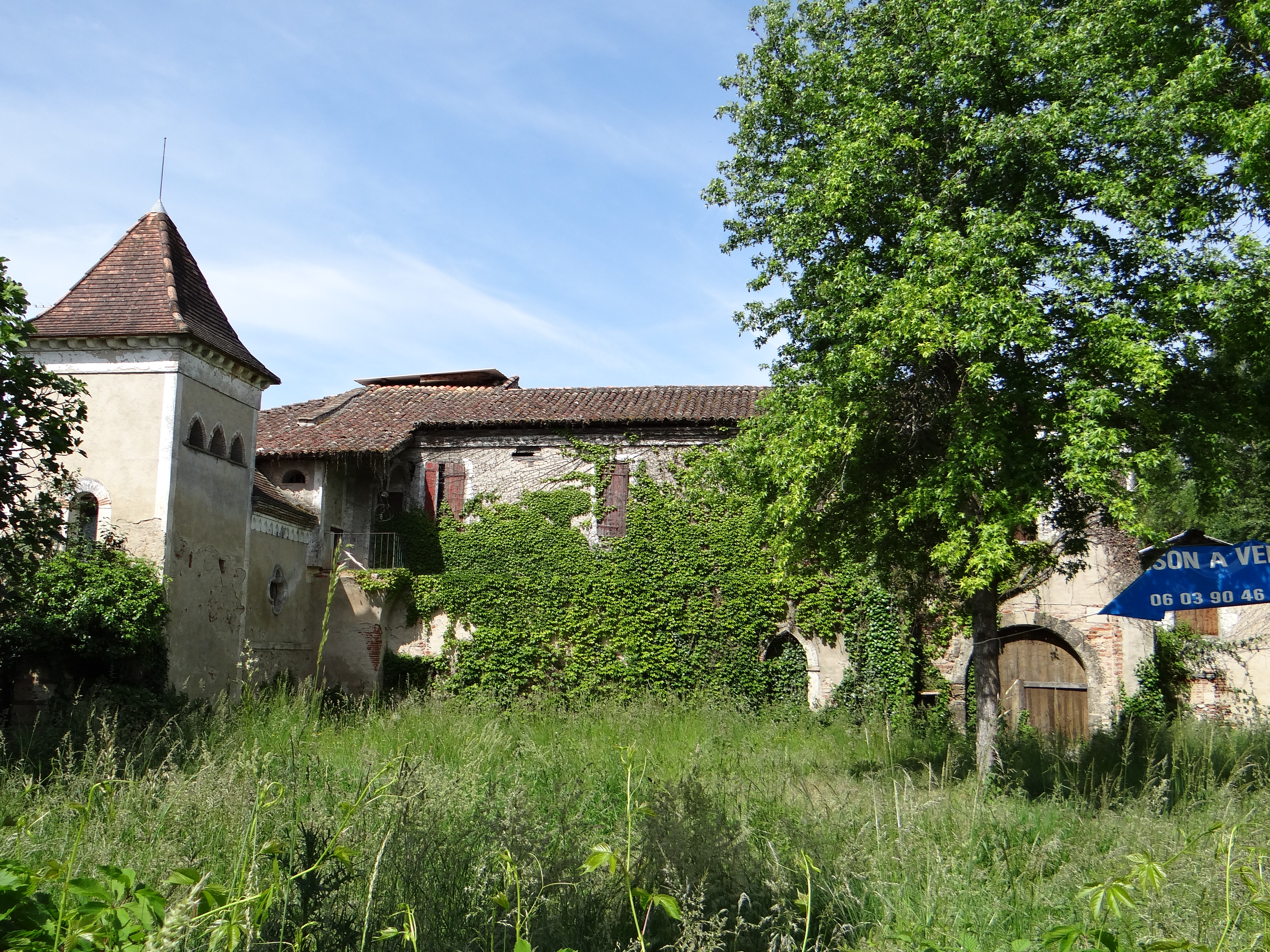
Priorat von Saint-Jean-de-l'Habit
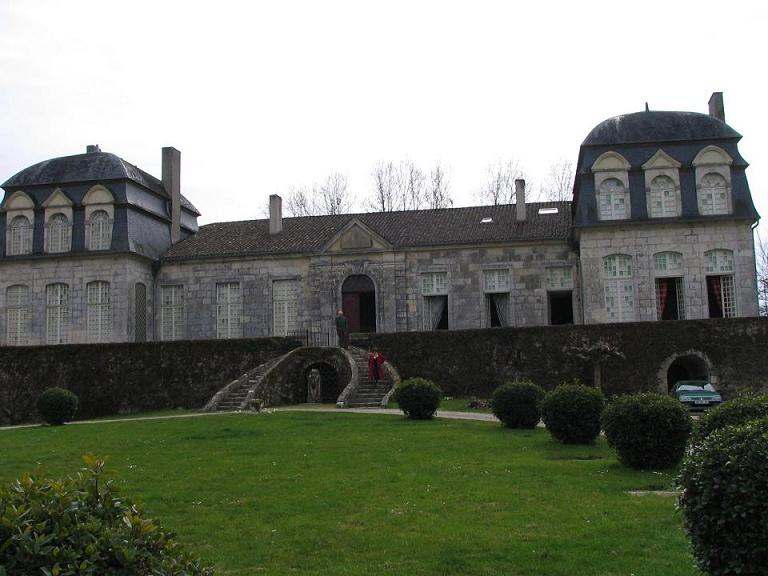
Schloss Trenqueléon
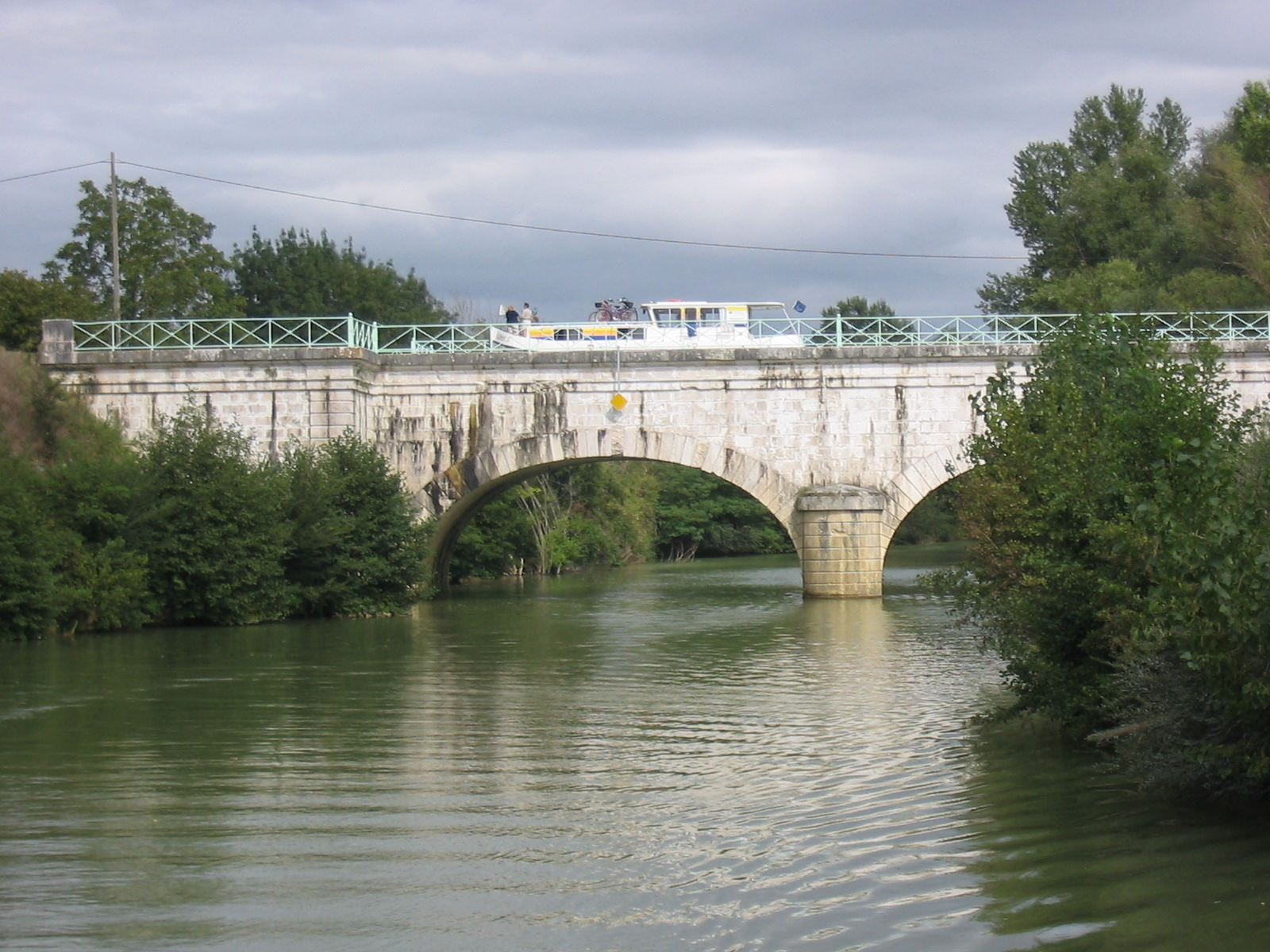
Kanalbrücke

## Persönlichkeiten
- Adèle de Batz de Trenquelléon (1789–1828), Gründerin des Nonnenordens Töchter der Unbefleckten Maria